# Lijst van Britse ministers van Defensie
De minister van Defensie (Engels: Secretary of State for Defence) leidt het Britse ministerie van Defensie.

## Ministers voor de Luchtmacht van het Verenigd Koninkrijk (1919-1964)
| Minister voor de Luchtmacht Secretary of State for Air | Minister voor de Luchtmacht Secretary of State for Air | Minister voor de Luchtmacht Secretary of State for Air                                | Ambtstermijn                                    | Ambtstermijn     | Partij                              | Premier                              | Kabinet                             | Overige functie(s)   |
| ------------------------------------------------------ | ------------------------------------------------------ | ------------------------------------------------------------------------------------- | ----------------------------------------------- | ---------------- | ----------------------------------- | ------------------------------------ | ----------------------------------- | -------------------- |
|                                                        | Winston Churchill                                      | Colonel Winston Churchill (1874–1965)                                                 | 14 januari 1919                                 | 1 april 1921     | Liberal Party                       | David Lloyd George (1919–1922)       | Lloyd George II                     | Minister voor Oorlog |
|                                                        | Freddie Guest                                          | Freddie Guest (1875–1937)                                                             | 1 april 1921                                    | 23 oktober 1922  | Liberal Party                       | David Lloyd George (1919–1922)       | Lloyd George II                     |                      |
|                                                        | Samuel Hoare                                           | Lieutenant Colonel Sir Samuel Hoare (1880–1959)                                       | 23 oktober 1922                                 | 22 januari 1924  | Conservative Party                  | Bonar Law (1922–1923)                | Law                                 |                      |
| Stanley Baldwin (1923–1924)                            | Samuel Hoare                                           | Lieutenant Colonel Sir Samuel Hoare (1880–1959)                                       | 23 oktober 1922                                 | 22 januari 1924  | Conservative Party                  | Baldwin I                            |                                     |                      |
|                                                        | Christopher Thomson                                    | Baron Thomson Christopher Thomson (1875–1930)                                         | 22 januari 1924                                 | 3 november 1924  | Labour Party                        | Ramsay MacDonald                     | MacDonald I                         |                      |
|                                                        | Samuel Hoare                                           | Lieutenant Colonel Sir Samuel Hoare (1880–1959)                                       | 3 november 1924                                 | 5 juni 1929      | Conservative Party                  | Stanley Baldwin (1924–1929)          | Baldwin II                          |                      |
|                                                        | Christopher Thomson                                    | Baron Thomson Christopher Thomson (1875–1930)                                         | 5 juni 1929                                     | 5 oktober 1930   | Labour Party                        | Ramsay MacDonald (1929–1935)         | MacDonald II                        |                      |
|                                                        |                                                        |                                                                                       | Vacant                                          |                  |                                     | Ramsay MacDonald (1929–1935)         | MacDonald II                        |                      |
|                                                        |                                                        | Baron Amulree William Mackenzie (1860–1942)                                           | 15 oktober 1930                                 | 5 november 1931  | Labour Party (1930–1931)            | Ramsay MacDonald (1929–1935)         | MacDonald II                        |                      |
|                                                        | National Labour (1931)                                 | Baron Amulree William Mackenzie (1860–1942)                                           | 15 oktober 1930                                 | 5 november 1931  | MacDonald III (Nationaal Kabinet I) | Ramsay MacDonald (1929–1935)         |                                     |                      |
|                                                        | Charles Vane-Tempest-Stewart                           | Lieutenant Colonel Markies van Londonderry Charles Vane- Tempest- Stewart (1878–1949) | 5 november 1931                                 | 7 juni 1935      | Conservative Party                  | Ramsay MacDonald (1929–1935)         | MacDonald IV (Nationaal Kabinet II) |                      |
|                                                        | Philip Cunliffe-Lister                                 | Graaf Swinton Philip Cunliffe-Lister (1884–1972)                                      | 7 juni 1935                                     | 16 mei 1938      | Conservative Party                  | Stanley Baldwin (1935–1937)          | Baldwin III (Nationaal Kabinet III) |                      |
| Neville Chamberlain (1937–1940)                        | Philip Cunliffe-Lister                                 | Graaf Swinton Philip Cunliffe-Lister (1884–1972)                                      | 7 juni 1935                                     | 16 mei 1938      | Conservative Party                  | Chamberlain I (Nationaal Kabinet IV) |                                     |                      |
| Neville Chamberlain (1937–1940)                        |                                                        | Kingsley Wood                                                                         | Sir Kingsley Wood (1881–1943)                   | 16 mei 1938      | 3 april 1940                        | Chamberlain I (Nationaal Kabinet IV) | Conservative Party                  |                      |
| Neville Chamberlain (1937–1940)                        | Chamberlain II                                         | Kingsley Wood                                                                         | Sir Kingsley Wood (1881–1943)                   | 16 mei 1938      | 3 april 1940                        |                                      | Conservative Party                  |                      |
| Neville Chamberlain (1937–1940)                        |                                                        | Samuel Hoare                                                                          | Lieutenant Colonel Sir Samuel Hoare (1880–1959) | 3 april 1940     | 10 mei 1940                         | Conservative Party                   |                                     |                      |
|                                                        | Archibald Sinclair                                     | Sir Archibald Sinclair (1890–1970)                                                    | 10 mei 1940                                     | 23 mei 1945      | Liberal Party                       | Winston Churchill (1940–1945)        | Churchill I                         |                      |
|                                                        | Harold Macmillan                                       | Harold Macmillan (1894–1986)                                                          | 23 mei 1945                                     | 26 juli 1945     | Conservative Party                  | Winston Churchill (1940–1945)        | Churchill II                        |                      |
|                                                        | William Wedgwood Benn                                  | Air Commodore Burggraaf Stansgate William Wedgwood Benn (1877–1960)                   | 26 juli 1945                                    | 4 oktober 1946   | Labour Party                        | Clement Attlee (1945–1951)           | Attlee I                            |                      |
|                                                        | Philip Noel-Baker                                      | Philip Noel-Baker (1889–1982)                                                         | 4 oktober 1946                                  | 7 oktober 1947   | Labour Party                        | Clement Attlee (1945–1951)           | Attlee I                            |                      |
|                                                        |                                                        | Arthur Henderson II (1893–1968)                                                       | 7 oktober 1947                                  | 26 oktober 1951  | Labour Party                        | Clement Attlee (1945–1951)           | Attlee I                            |                      |
| Attlee II                                              |                                                        | Arthur Henderson II (1893–1968)                                                       | 7 oktober 1947                                  | 26 oktober 1951  | Labour Party                        | Clement Attlee (1945–1951)           |                                     |                      |
|                                                        | William Sidney                                         | Major Burggraaf De L'Isle William Sidney (1909–1991)                                  | 26 oktober 1951                                 | 20 december 1955 | Conservative Party                  | Winston Churchill (1951–1955)        | Churchill III                       |                      |
| Anthony Eden (1955–1957)                               | William Sidney                                         | Major Burggraaf De L'Isle William Sidney (1909–1991)                                  | 26 oktober 1951                                 | 20 december 1955 | Conservative Party                  | Eden                                 |                                     |                      |
| Anthony Eden (1955–1957)                               |                                                        |                                                                                       | Nigel Birch (1906–1981)                         | 20 december 1955 | 10 januari 1957                     | Eden                                 | Conservative Party                  |                      |
|                                                        |                                                        | George Ward (1907–1988)                                                               | 10 januari 1957                                 | 28 oktober 1960  | Conservative Party                  | Harold Macmillan (1957–1963)         | Macmillan I                         |                      |
| Macmillan II                                           |                                                        | George Ward (1907–1988)                                                               | 10 januari 1957                                 | 28 oktober 1960  | Conservative Party                  | Harold Macmillan (1957–1963)         |                                     |                      |
|                                                        | Julian Amery                                           | Julian Amery (1932–2010)                                                              | 28 oktober 1960                                 | 16 juli 1962     | Conservative Party                  | Harold Macmillan (1957–1963)         |                                     |                      |
|                                                        |                                                        | Hugh Fraser (1918–1984)                                                               | 16 juli 1962                                    | 1 april 1964     | Conservative Party                  | Harold Macmillan (1957–1963)         |                                     |                      |
| Alec Douglas-Home (1963–1964)                          | Douglas-Home                                           | Hugh Fraser (1918–1984)                                                               | 16 juli 1962                                    | 1 april 1964     | Conservative Party                  |                                      |                                     |                      |

## Ministers voor de Marine van het Verenigd Koninkrijk (1858–1964)
| Minister voor de Marine First Lord of the Admiralty | Minister voor de Marine First Lord of the Admiralty | Minister voor de Marine First Lord of the Admiralty                    | Ambtstermijn                                | Ambtstermijn                                      | Partij(en)               | Premier(s)                            | Kabinet(ten)         | Overige functie(s) |
| --------------------------------------------------- | --------------------------------------------------- | ---------------------------------------------------------------------- | ------------------------------------------- | ------------------------------------------------- | ------------------------ | ------------------------------------- | -------------------- | ------------------ |
|                                                     | John Pakington                                      | Sir John Pakington (1799–1800)                                         | 20 februari 1858                            | 12 juni 1859                                      | Conservative Party       | Edward Smith-Stanley (1858–1859)      | Smith- Stanley II    |                    |
|                                                     | Edward Seymour                                      | Hertog van Somerset Edward Seymour (1804–1885)                         | 12 juni 1859                                | 28 juni 1866                                      | Liberal Party            | Henry John Temple (1859–1865)         | Temple II            |                    |
| John Russell (1865–1866)                            | Edward Seymour                                      | Hertog van Somerset Edward Seymour (1804–1885)                         | 12 juni 1859                                | 28 juni 1866                                      | Liberal Party            | Russell II                            |                      |                    |
|                                                     | John Pakington                                      | Sir John Pakington (1799–1800)                                         | 28 juni 1866                                | 8 maart 1867                                      | Conservative Party       | Edward Smith-Stanley (1866–1868)      | Smith- Stanley III   |                    |
|                                                     | Henry Lowry-Corry                                   | Henry Lowry-Corry (1803–1873)                                          | 8 maart 1867                                | 3 december 1868                                   | Conservative Party       | Edward Smith-Stanley (1866–1868)      | Smith- Stanley III   |                    |
| Conservative Party                                  | Henry Lowry-Corry                                   | Henry Lowry-Corry (1803–1873)                                          | 8 maart 1867                                | 3 december 1868                                   | Benjamin Disraeli (1868) | Disraeli I                            |                      |                    |
|                                                     | Hugh Childers                                       | Hugh Childers (1827–1896)                                              | 3 december 1868                             | 11 maart 1871                                     | Liberal Party            | William Ewart Gladstone (1868–1874)   | Gladstone I          |                    |
|                                                     | George Goschen                                      | George Goschen (1831–1907)                                             | 11 maart 1871                               | 20 februari 1874                                  | Liberal Party            | William Ewart Gladstone (1868–1874)   | Gladstone I          |                    |
|                                                     | George Ward Hunt                                    | George Ward Hunt (1825–1877)                                           | 20 februari 1874                            | 29 juli 1877                                      | Conservative Party       | Benjamin Disraeli (1874–1880)         | Disraeli II          |                    |
| Vacant                                              |                                                     |                                                                        |                                             |                                                   |                          | Benjamin Disraeli (1874–1880)         | Disraeli II          |                    |
|                                                     | William Henry Smith                                 | William Henry Smith (1825–1891)                                        | 1 augustus 1877                             | 23 april 1880                                     | Conservative Party       | Benjamin Disraeli (1874–1880)         | Disraeli II          |                    |
|                                                     | Thomas Baring                                       | Graaf van Northbrook Thomas Baring (1826–1904)                         | 23 april 1880                               | 23 juni 1885                                      | Liberal Party            | William Ewart Gladstone (1880–1885)   | Gladstone II         |                    |
|                                                     | George Hamilton                                     | Heer George Hamilton (1845–1927)                                       | 23 juni 1885                                | 28 januari 1886                                   | Conservative Party       | Robert Gascoyne- Cecil (1885–1886)    | Gascoyne- Cecil I    |                    |
|                                                     | George Robinson                                     | Markies van Ripon George Robinson (1827–1909)                          | 28 januari 1886                             | 20 juli 1886                                      | Liberal Party            | William Ewart Gladstone (1886)        | Gladstone III        |                    |
|                                                     | George Hamilton                                     | Heer George Hamilton (1845–1927)                                       | 20 juli 1886                                | 15 augustus 1892                                  | Conservative Party       | Robert Gascoyne- Cecil (1886–1892)    | Gascoyne- Cecil II   |                    |
|                                                     | John Spencer                                        | Graaf Spencer John Spencer (1835–1910)                                 | 15 augustus 1892                            | 25 juni 1895                                      | Liberal Party            | William Ewart Gladstone (1892–1894)   | Gladstone IV         |                    |
| Archibald Primrose (1894–1895)                      | John Spencer                                        | Graaf Spencer John Spencer (1835–1910)                                 | 15 augustus 1892                            | 25 juni 1895                                      | Liberal Party            | Primrose                              |                      |                    |
|                                                     | George Goschen                                      | George Goschen (1831–1907)                                             | 25 juni 1895                                | 10 november 1900                                  | Conservative Party       | Robert Gascoyne- Cecil (1895–1902)    | Gascoyne- Cecil III  |                    |
|                                                     | William Palmer                                      | Graaf van Selborne William Palmer (1859–1942)                          | 10 november 1900                            | 15 maart 1905                                     | Liberal Unionist Party   | Robert Gascoyne- Cecil (1895–1902)    | Gascoyne- Cecil IV   |                    |
| Arthur Balfour (1902–1905)                          | William Palmer                                      | Graaf van Selborne William Palmer (1859–1942)                          | 10 november 1900                            | 15 maart 1905                                     | Liberal Unionist Party   | Balfour                               |                      |                    |
| Arthur Balfour (1902–1905)                          |                                                     | Frederick Campbell                                                     | Graaf Cawdor Frederick Campbell (1847–1911) | 15 maart 1905                                     | 5 december 1905          | Balfour                               | Conservative Party   |                    |
|                                                     | Edward Marjoribanks                                 | Baron Tweedmouth Edward Marjoribanks (1849–1909)                       | 5 december 1905                             | 8 april 1908                                      | Liberal Party            | Henry Campbell- Bannerman (1905–1908) | Campbell- Bannerman  |                    |
|                                                     | Reginald McKenna                                    | Reginald McKenna (1863–1943)                                           | 8 april 1908                                | 24 oktober 1911                                   | Liberal Party            | Herbert Henry Asquith (1908–1916)     | Asquith I            |                    |
| Asquith II                                          | Reginald McKenna                                    | Reginald McKenna (1863–1943)                                           | 8 april 1908                                | 24 oktober 1911                                   | Liberal Party            | Herbert Henry Asquith (1908–1916)     |                      |                    |
| Asquith III                                         | Reginald McKenna                                    | Reginald McKenna (1863–1943)                                           | 8 april 1908                                | 24 oktober 1911                                   | Liberal Party            | Herbert Henry Asquith (1908–1916)     |                      |                    |
|                                                     | Winston Churchill                                   | Winston Churchill (1874–1965)                                          | 24 oktober 1911                             | 25 mei 1915                                       | Liberal Party            | Herbert Henry Asquith (1908–1916)     |                      |                    |
|                                                     | Arthur Balfour                                      | Arthur Balfour (1848–1930)                                             | 25 mei 1915                                 | 7 december 1916                                   | Conservative Party       | Herbert Henry Asquith (1908–1916)     | Asquith IV           |                    |
|                                                     | Edward Carson                                       | Sir Edward Carson (1854-1935)                                          | 7 december 1916                             | 17 juli 1917                                      | Conservative Party       | David Lloyd George (1916–1922)        | Lloyd George I       |                    |
|                                                     | Eric Geddes                                         | Sir Eric Geddes (1875-1937)                                            | 17 juli 1917                                | 14 januari 1919                                   | Conservative Party       | David Lloyd George (1916–1922)        | Lloyd George I       |                    |
| Conservative Party                                  | Eric Geddes                                         | Sir Eric Geddes (1875-1937)                                            | 17 juli 1917                                | 14 januari 1919                                   | Lloyd George II          | David Lloyd George (1916–1922)        |                      |                    |
|                                                     | Walter Long                                         | Walter Long (1854-1924)                                                | 14 januari 1919                             | 13 februari 1921                                  | Lloyd George II          | David Lloyd George (1916–1922)        | Conservative Party   |                    |
|                                                     | Arthur Lee                                          | Burggraaf Lee van Fareham Arthur Lee (1868-1947)                       | 13 februari 1921                            | 23 oktober 1922                                   | Lloyd George II          | David Lloyd George (1916–1922)        | Conservative Party   |                    |
|                                                     | Leo Amery                                           | Leo Amery (1873–1955)                                                  | 23 oktober 1922                             | 22 januari 1924                                   | Conservative Party       | Bonar Law (1922–1923)                 | Law                  |                    |
| Stanley Baldwin (1923–1924)                         | Leo Amery                                           | Leo Amery (1873–1955)                                                  | 23 oktober 1922                             | 22 januari 1924                                   | Conservative Party       | Baldwin I                             |                      |                    |
|                                                     | Frederic Thesiger                                   | Burggraaf Chelmsford Frederic Thesiger (1868–1933)                     | 22 januari 1924                             | 3 november 1924                                   | Labour Party             | Ramsay MacDonald (1924)               | MacDonald I          |                    |
|                                                     | William Bridgeman                                   | William Bridgeman (1864–1935)                                          | 4 november 1924                             | 5 juni 1929                                       | Conservative Party       | Stanley Baldwin (1924–1929)           | Baldwin II           |                    |
|                                                     | Albert Alexander                                    | Captain Albert Alexander (1885–1965)                                   | 5 juni 1929                                 | 26 augustus 1931                                  | Labour Party             | Ramsay MacDonald (1929–1935)          | MacDonald II         |                    |
|                                                     | Austen Chamberlain                                  | Sir Austen Chamberlain (1863–1937)                                     | 26 augustus 1931                            | 5 november 1931                                   | Conservative Party       | Ramsay MacDonald (1929–1935)          | Nationale Kabinetten |                    |
|                                                     | Bolton Eyres-Monsell                                | Commander Burggraaf Monsell Bolton Eyres-Monsell (1881–1963)           | 5 november 1931                             | 22 mei 1936                                       | Conservative Party       | Ramsay MacDonald (1929–1935)          | Nationale Kabinetten |                    |
| Stanley Baldwin (1935–1937)                         | Bolton Eyres-Monsell                                | Commander Burggraaf Monsell Bolton Eyres-Monsell (1881–1963)           | 5 november 1931                             | 22 mei 1936                                       | Conservative Party       |                                       | Nationale Kabinetten |                    |
|                                                     | Samuel Hoare                                        | Lieutenant Colonel Sir Samuel Hoare (1880–1959)                        | 22 mei 1936                                 | 28 mei 1937                                       | Conservative Party       |                                       | Nationale Kabinetten |                    |
|                                                     | Duff Cooper                                         | Lieutenant Duff Cooper (1890–1954)                                     | 28 mei 1937                                 | 27 oktober 1938                                   | Conservative Party       | Neville Chamberlain (1937–1940)       | Nationale Kabinetten |                    |
|                                                     | James Stanhope                                      | Second Lieutenant Graaf Stanhope James Stanhope (1880–1967)            | 27 oktober 1938                             | 3 september 1939                                  | Conservative Party       | Neville Chamberlain (1937–1940)       | Nationale Kabinetten |                    |
|                                                     | Winston Churchill                                   | Colonel Winston Churchill (1874–1965)                                  | 3 september 1939                            | 10 mei 1940                                       | Conservative Party       | Neville Chamberlain (1937–1940)       | Chamberlain II       |                    |
|                                                     | Albert Alexander                                    | Captain Albert Alexander (1885–1965)                                   | 10 mei 1940                                 | 23 mei 1945                                       | Labour Party             | Winston Churchill (1951–1955)         | Churchill I          |                    |
|                                                     | Brendan Bracken                                     | Brendan Bracken (1901–1958)                                            | 23 mei 1945                                 | 26 juli 1945                                      | Conservative Party       | Winston Churchill (1951–1955)         | Churchill II         |                    |
|                                                     | Albert Alexander                                    | Captain Albert Alexander (1885–1965)                                   | 26 juli 1945                                | 4 oktober 1946                                    | Labour Party             | Clement Attlee (1945–1951)            | Attlee I             |                    |
|                                                     | George Hall                                         | Burggraaf Hall George Hall (1881–1965)                                 | 4 oktober 1946                              | 24 mei 1951                                       | Labour Party             | Clement Attlee (1945–1951)            | Attlee I             |                    |
| Labour Party                                        | George Hall                                         | Burggraaf Hall George Hall (1881–1965)                                 | 4 oktober 1946                              | 24 mei 1951                                       | Attlee II                | Clement Attlee (1945–1951)            |                      |                    |
|                                                     | Frank Pakenhan                                      | Graaf van Longford Frank Pakenham (1905–2001)                          | 24 mei 1951                                 | 26 oktober 1951                                   | Attlee II                | Clement Attlee (1945–1951)            | Labour Party         |                    |
|                                                     |                                                     | Sub Lieutenant Burggraaf Cilcennin James Thomas (1903–1960)            | 26 oktober 1951                             | 2 september 1956                                  | Conservative Party       | Winston Churchill (1951–1955)         | Churchill III        |                    |
| Anthony Eden (1955–1957)                            | Eden                                                | Sub Lieutenant Burggraaf Cilcennin James Thomas (1903–1960)            | 26 oktober 1951                             | 2 september 1956                                  | Conservative Party       |                                       |                      |                    |
| Anthony Eden (1955–1957)                            | Eden                                                |                                                                        | Quintin Hogg                                | Major Burggraaf Hailsham Quintin Hogg (1907–2001) | 2 september 1956         | 10 januari 1957                       | Conservative Party   |                    |
|                                                     | George Douglas-Hamilton                             | Squadron Leader Graaf van Selkirk George Douglas- Hamilton (1904–1994) | 10 januari 1957                             | 14 oktober 1959                                   | Conservative Party       | Harold Macmillan (1957–1963)          | Macmillan I          |                    |
|                                                     | Peter Carington                                     | Major Baron Carrington Peter Carington (1919–2018)                     | 14 oktober 1959                             | 19 oktober 1963                                   | Conservative Party       | Harold Macmillan (1957–1963)          | Macmillan II         |                    |
|                                                     | George Jellicoe                                     | Brigadier Graaf Jellicoe George Jellicoe (1918–2007)                   | 19 oktober 1963                             | 16 oktober 1964                                   | Conservative Party       | Alec Douglas-Home (1963–1964)         | Douglas-Home         |                    |

## Ministers voor Oorlog van het Verenigd Koninkrijk (1852–1964)
| Minister voor Oorlog Secretary of State for War | Minister voor Oorlog Secretary of State for War | Minister voor Oorlog Secretary of State for War            | Ambtstermijn                                                | Ambtstermijn                           | Partij                   | Premier                               | Kabinet                              | Overige functie(s)           |
| ----------------------------------------------- | ----------------------------------------------- | ---------------------------------------------------------- | ----------------------------------------------------------- | -------------------------------------- | ------------------------ | ------------------------------------- | ------------------------------------ | ---------------------------- |
|                                                 | Sidney Herbert                                  | Sidney Herbert (1810–1861)                                 | 28 december 1852                                            | 6 februari 1855                        | Peelite                  | George Hamilton- Gordon (1852–1855)   | Hamilton- Gordon                     |                              |
|                                                 | Fox Maule-Ramsay                                | Heer Panmure Fox Maule- Ramsay (1801–1874)                 | 6 februari 1855                                             | 20 februari 1858                       | Whig Party               | Henry John Temple (1855–1858)         | Temple I                             |                              |
|                                                 | Jonathan Peel                                   | Jonathan Peel (1799–1879)                                  | 20 februari 1858                                            | 12 juni 1859                           | Conservative Party       | Edward Smith-Stanley (1858–1859)      | Smith-Stanley II                     |                              |
|                                                 | Sidney Herbert                                  | Baron Herbert van Lea Sidney Herbert (1810–1861)           | 12 juni 1859                                                | 25 juli 1861                           | Liberal Party            | Henry John Temple (1859–1865)         | Temple II                            |                              |
|                                                 | George Cornewall Lewis                          | Sir George Cornewall Lewis (1805–1863)                     | 25 juli 1861                                                | 28 april 1863                          | Liberal Party            | Henry John Temple (1859–1865)         | Temple II                            |                              |
|                                                 | George Robinson                                 | Graaf de Grey en Ripon George Robinson (1827–1909)         | 28 april 1863                                               | 16 februari 1866                       | Liberal Party            | Henry John Temple (1859–1865)         | Temple II                            |                              |
| Liberal Party                                   | George Robinson                                 | Graaf de Grey en Ripon George Robinson (1827–1909)         | 28 april 1863                                               | 16 februari 1866                       | John Russell (1865–1866) | Russell II                            |                                      |                              |
|                                                 | Spencer Cavendish                               | Markies van Hartington Spencer Cavendish (1833–1908)       | 16 februari 1866                                            | 28 juni 1866                           | John Russell (1865–1866) | Russell II                            | Liberal Party                        |                              |
|                                                 | Jonathan Peel                                   | Jonathan Peel (1799–1879)                                  | 28 juni 1866                                                | 8 maart 1867                           | Conservative Party       | Edward Smith- Stanley (1866–1868)     | Smith-Stanley III                    |                              |
|                                                 | John Pakington                                  | Sir John Pakington (1799–1800)                             | 8 maart 1867                                                | 3 december 1868                        | Conservative Party       | Edward Smith- Stanley (1866–1868)     | Smith-Stanley III                    |                              |
| Conservative Party                              | John Pakington                                  | Sir John Pakington (1799–1800)                             | 8 maart 1867                                                | 3 december 1868                        | Benjamin Disraeli (1868) | Disraeli I                            |                                      |                              |
|                                                 | Edward Cardwell                                 | Edward Cardwell (1813–1886)                                | 3 december 1868                                             | 20 februari 1874                       | Liberal Party            | William Ewart Gladstone (1868–1874)   | Gladstone I                          |                              |
|                                                 | Gathorne Gathorne-Hardy                         | Burggraaf Cranbrook Gathorne Gathorne-Hardy (1814–1906)    | 20 februari 1874                                            | 2 april 1878                           | Conservative Party       | Benjamin Disraeli (1874–1880)         | Disraeli II                          |                              |
|                                                 | Frederick Arthur Stanley                        | Sir Frederick Arthur Stanley (1841–1908)                   | 2 april 1878                                                | 23 april 1880                          | Conservative Party       | Benjamin Disraeli (1874–1880)         | Disraeli II                          |                              |
|                                                 | Hugh Childers                                   | Hugh Childers (1827–1896)                                  | 23 april 1880                                               | 16 december 1882                       | Liberal Party            | William Ewart Gladstone (1880–1885)   | Gladstone II                         |                              |
|                                                 | Spencer Cavendish                               | Markies van Hartington Spencer Cavendish (1833–1908)       | 16 december 1882                                            | 23 juni 1885                           | Liberal Party            | William Ewart Gladstone (1880–1885)   | Gladstone II                         |                              |
|                                                 | William Henry Smith                             | William Henry Smith (1825–1891)                            | 23 juni 1885                                                | 20 januari 1886                        | Conservative Party       | Robert Gascoyne- Cecil (1885–1886)    | Gascoyne- Cecil I                    |                              |
|                                                 | Gathorne Gathorne-Hardy                         | Burggraaf Cranbrook Gathorne Gathorne-Hardy (1814–1906)    | 20 januari 1886                                             | 28 januari 1886                        | Conservative Party       | Robert Gascoyne- Cecil (1885–1886)    | Gascoyne- Cecil I                    |                              |
|                                                 | Henry Campbell-Bannerman                        | Sir Henry Campbell- Bannerman (1836–1908)                  | 28 januari 1886                                             | 20 juli 1886                           | Liberal Party            | William Ewart Gladstone (1886)        | Gladstone III                        |                              |
|                                                 | William Henry Smith                             | William Henry Smith (1825–1891)                            | 20 juli 1886                                                | 14 januari 1887                        | Conservative Party       | Robert Gascoyne- Cecil (1886–1892)    | Gascoyne- Cecil II                   |                              |
|                                                 | Edward Stanhope                                 | Edward Stanhope (1840–1893)                                | 14 januari 1887                                             | 15 augustus 1892                       | Conservative Party       | Robert Gascoyne- Cecil (1886–1892)    | Gascoyne- Cecil II                   |                              |
|                                                 | Henry Campbell-Bannerman                        | Sir Henry Campbell- Bannerman (1836–1908)                  | 15 augustus 1892                                            | 25 juni 1895                           | Liberal Party            | William Ewart Gladstone (1892–1894)   | Gladstone IV                         |                              |
| Archibald Primrose (1894–1895)                  | Henry Campbell-Bannerman                        | Sir Henry Campbell- Bannerman (1836–1908)                  | 15 augustus 1892                                            | 25 juni 1895                           | Liberal Party            | Primrose                              |                                      |                              |
|                                                 | Henry Petty-Fitzmaurice                         | Markies van Lansdowne Henry Petty- Fitzmaurice (1845–1927) | 25 juni 1895                                                | 10 november 1900                       | Liberal Unionist Party   | Robert Gascoyne- Cecil (1895–1902)    | Gascoyne- Cecil III                  |                              |
|                                                 | St John Brodrick                                | St John Brodrick (1856–1942)                               | 10 november 1900                                            | 19 oktober 1903                        | Irish Unionist Party     | Robert Gascoyne- Cecil (1895–1902)    | Gascoyne- Cecil IV                   |                              |
| Arthur Balfour (1902–1905)                      | St John Brodrick                                | St John Brodrick (1856–1942)                               | 10 november 1900                                            | 19 oktober 1903                        | Irish Unionist Party     | Balfour                               |                                      |                              |
| Arthur Balfour (1902–1905)                      |                                                 | Hugh Arnold-Forster                                        | Hugh Arnold-Forster (1855–1909)                             | 19 oktober 1903                        | 5 december 1905          | Balfour                               | Liberal Unionist Party               |                              |
|                                                 | Richard Haldane                                 | Burggraaf Haldane Richard Haldane (1856–1928)              | 5 december 1905                                             | 10 juni 1912                           | Liberal Party            | Henry Campbell- Bannerman (1905–1908) | Campbell- Bannerman                  |                              |
| Herbert Henry Asquith                           | Richard Haldane                                 | Burggraaf Haldane Richard Haldane (1856–1928)              | 5 december 1905                                             | 10 juni 1912                           | Liberal Party            | Asquith I                             |                                      |                              |
| Herbert Henry Asquith                           | Richard Haldane                                 | Burggraaf Haldane Richard Haldane (1856–1928)              | 5 december 1905                                             | 10 juni 1912                           | Liberal Party            | Asquith II                            |                                      |                              |
| Herbert Henry Asquith                           | Richard Haldane                                 | Burggraaf Haldane Richard Haldane (1856–1928)              | 5 december 1905                                             | 10 juni 1912                           | Liberal Party            | Asquith III                           |                                      |                              |
| Herbert Henry Asquith                           |                                                 | Jack Seely                                                 | Major General Jack Seely (1868–1947)                        | 12 juni 1912                           | 30 maart 1914            | Liberal Party                         |                                      |                              |
| Herbert Henry Asquith                           |                                                 | Herbert Henry Asquith                                      | Herbert Henry Asquith (1852–1928)                           | 30 maart 1914                          | 4 augustus 1914          | Liberal Party                         | Premier                              |                              |
| Herbert Henry Asquith                           |                                                 | Herbert Kitchener                                          | Field Marshal Graaf Kitchener Herbert Kitchener (1850–1916) | 4 augustus 1914                        | 5 juni 1916              | Onafhankelijk                         |                                      |                              |
| Herbert Henry Asquith                           | Asquith IV                                      | Herbert Kitchener                                          | Field Marshal Graaf Kitchener Herbert Kitchener (1850–1916) | 4 augustus 1914                        | 5 juni 1916              | Onafhankelijk                         |                                      |                              |
| Herbert Henry Asquith                           |                                                 | David Lloyd George                                         | David Lloyd George (1863–1945)                              | 5 juni 1916                            | 7 december 1916          | Liberal Party                         |                                      |                              |
|                                                 | Edward Stanley                                  | Graaf van Derby Edward Stanley (1865–1948)                 | 7 december 1916                                             | 18 april 1918                          | Conservative Party       | David Lloyd George (1919–1922)        | Lloyd George I                       |                              |
|                                                 | Alfred Milner                                   | Burggraaf Milner Alfred Milner (1865–1948)                 | 18 april 1918                                               | 14 januari 1919                        | Conservative Party       | David Lloyd George (1919–1922)        | Lloyd George I                       |                              |
| Lloyd George II                                 | Alfred Milner                                   | Burggraaf Milner Alfred Milner (1865–1948)                 | 18 april 1918                                               | 14 januari 1919                        | Conservative Party       | David Lloyd George (1919–1922)        |                                      |                              |
|                                                 | Winston Churchill                               | Colonel Winston Churchill (1874–1965)                      | 14 januari 1919                                             | 13 februari 1921                       | Liberal Party            | David Lloyd George (1919–1922)        | Minister voor de Luchtmacht          |                              |
|                                                 | Laming Worthington-Evans                        | Sir Laming Worthington- Evans (1868–1931)                  | 13 februari 1921                                            | 23 oktober 1922                        | Conservative Party       | David Lloyd George (1919–1922)        |                                      |                              |
|                                                 | Edward Stanley                                  | Graaf van Derby Edward Stanley (1865–1948)                 | 23 oktober 1922                                             | 22 januari 1924                        | Conservative Party       | Bonar Law (1922–1923)                 | Law                                  |                              |
| Stanley Baldwin (1923–1924)                     | Edward Stanley                                  | Graaf van Derby Edward Stanley (1865–1948)                 | 23 oktober 1922                                             | 22 januari 1924                        | Conservative Party       | Baldwin I                             |                                      |                              |
|                                                 | Stephen Walsh                                   | Stephen Walsh (1859–1929)                                  | 22 januari 1924                                             | 3 november 1924                        | Labour Party             | Ramsay MacDonald (1924)               | MacDonald I                          |                              |
|                                                 | Laming Worthington-Evans                        | Sir Laming Worthington- Evans (1868–1931)                  | 4 november 1924                                             | 5 juni 1929                            | Conservative Party       | Stanley Baldwin (1924–1929)           | Baldwin II                           |                              |
|                                                 |                                                 | Tom Shaw (1872–1938)                                       | 5 juni 1929                                                 | 26 augustus 1931                       | Labour Party             | Ramsay MacDonald (1929–1935)          | MacDonald II                         |                              |
|                                                 | Robert Crewe-Milnes                             | Markies van Crewe Robert Crewe-Milnes (1858–1945)          | 26 augustus 1931                                            | 5 november 1931                        | Liberal Party            | Ramsay MacDonald (1929–1935)          | MacDonald III (Nationaal Kabinet I)  |                              |
|                                                 | Douglas Hogg                                    | Burggraaf Hailsham Douglas Hogg (1872–1950)                | 5 november 1931                                             | 7 juni 1935                            | Conservative Party       | Ramsay MacDonald (1929–1935)          | MacDonald IV (Nationaal Kabinet II)  | Leader of the House of Lords |
|                                                 | Edward Wood                                     | Burggraaf Halifax Edward Wood (1881–1959)                  | 7 juni 1935                                                 | 22 november 1935                       | Conservative Party       | Stanley Baldwin (1935–1937)           | Baldwin III (Nationaal Kabinet III)  |                              |
|                                                 | Duff Cooper                                     | Duff Cooper (1890–1954)                                    | 22 november 1935                                            | 28 mei 1937                            | Conservative Party       | Stanley Baldwin (1935–1937)           | Baldwin III (Nationaal Kabinet III)  |                              |
|                                                 | Leslie Hore-Belisha                             | Leslie Hore-Belisha (1893–1957)                            | 28 mei 1937                                                 | 5 januari 1940                         | National Liberal Party   | Neville Chamberlain (1937–1940)       | Chamberlain I (Nationaal Kabinet IV) |                              |
| Chamberlain II                                  | Leslie Hore-Belisha                             | Leslie Hore-Belisha (1893–1957)                            | 28 mei 1937                                                 | 5 januari 1940                         | National Liberal Party   | Neville Chamberlain (1937–1940)       |                                      |                              |
|                                                 | Oliver Stanley                                  | Oliver Stanley (1896–1950)                                 | 5 januari 1940                                              | 10 mei 1940                            | Conservative Party       | Neville Chamberlain (1937–1940)       |                                      |                              |
|                                                 | Anthony Eden                                    | Major Anthony Eden (1897–1977)                             | 10 mei 1940                                                 | 22 december 1940                       | Conservative Party       | Winston Churchill (1951–1955)         | Churchill I                          |                              |
|                                                 | David Margesson                                 | First Lieutenant David Margesson (1890–1965)               | 22 december 1940                                            | 19 februari 1942                       | Conservative Party       | Winston Churchill (1951–1955)         | Churchill I                          |                              |
|                                                 | James Grigg                                     | Second Lieutenant Sir James Grigg (1890–1964)              | 19 februari 1942                                            | 26 juli 1945                           | Onafhankelijk            | Winston Churchill (1951–1955)         | Churchill I                          |                              |
| Churchill II                                    | James Grigg                                     | Second Lieutenant Sir James Grigg (1890–1964)              | 19 februari 1942                                            | 26 juli 1945                           | Onafhankelijk            | Winston Churchill (1951–1955)         |                                      |                              |
|                                                 | Jack Lawson                                     | Sub Lieutenant Jack Lawson (1881–1965)                     | 26 juli 1945                                                | 4 oktober 1946                         | Labour Party             | Clement Attlee (1945–1951)            | Attlee I                             |                              |
|                                                 | Frederick Bellenger                             | Second Lieutenant Frederick Bellenger (1894–1968)          | 4 oktober 1946                                              | 7 oktober 1947                         | Labour Party             | Clement Attlee (1945–1951)            | Attlee I                             |                              |
|                                                 | Manny Shinwell                                  | Manny Shinwell (1884–1986)                                 | 7 oktober 1947                                              | 28 februari 1950                       | Labour Party             | Clement Attlee (1945–1951)            | Attlee I                             |                              |
|                                                 | Manny Shinwell                                  | Wing Commander John Strachey (1901–1963)                   | 28 februari 1950                                            | 26 oktober 1951                        | Labour Party             | Clement Attlee (1945–1951)            | Attlee II                            |                              |
|                                                 |                                                 | Brigadier Antony Head (1906–1983)                          | 26 oktober 1951                                             | 18 oktober 1956                        | Conservative Party       | Winston Churchill (1951–1955)         | Churchill III                        |                              |
| Anthony Eden (1955–1957)                        | Eden                                            | Brigadier Antony Head (1906–1983)                          | 26 oktober 1951                                             | 18 oktober 1956                        | Conservative Party       |                                       |                                      |                              |
| Anthony Eden (1955–1957)                        | Eden                                            |                                                            | John Hare                                                   | First Lieutenant John Hare (1911–1982) | 18 oktober 1956          | 6 januari 1958                        | Conservative Party                   |                              |
| Harold Macmillan (1957–1963)                    | Macmillan I                                     |                                                            | John Hare                                                   | First Lieutenant John Hare (1911–1982) | 18 oktober 1956          | 6 januari 1958                        | Conservative Party                   |                              |
| Harold Macmillan (1957–1963)                    | Macmillan I                                     |                                                            | Christopher Soames                                          | Major Christopher Soames (1920–1987)   | 6 januari 1958           | 27 juli 1960                          | Conservative Party                   |                              |
| Harold Macmillan (1957–1963)                    | Macmillan II                                    |                                                            | Christopher Soames                                          | Major Christopher Soames (1920–1987)   | 6 januari 1958           | 27 juli 1960                          | Conservative Party                   |                              |
| Harold Macmillan (1957–1963)                    |                                                 | John Profumo                                               | Brigadier John Profumo (1915–2006)                          | 27 juli 1960                           | 5 juni 1963              | Conservative Party                    |                                      |                              |
| Harold Macmillan (1957–1963)                    |                                                 |                                                            | Joseph Godber (1914–1980)                                   | 5 juni 1963                            | 19 oktober 1963          | Conservative Party                    |                                      |                              |
|                                                 |                                                 | First Lieutenant James Ramsden (1923–2020)                 | 19 oktober 1963                                             | 1 april 1964                           | Conservative Party       | Alec Douglas- Home (1963–1964)        | Douglas-Home                         |                              |

## Ministers van Defensie van het Verenigd Koninkrijk (1936–heden)
| Minister voor Defensie Beleid Minister for Co-ordination of Defence | Minister voor Defensie Beleid Minister for Co-ordination of Defence | Minister voor Defensie Beleid Minister for Co-ordination of Defence  | Ambtstermijn                                                     | Ambtstermijn            | Partij             | Premier                              | Kabinet                             | Overige functie(s) |
| ------------------------------------------------------------------- | ------------------------------------------------------------------- | -------------------------------------------------------------------- | ---------------------------------------------------------------- | ----------------------- | ------------------ | ------------------------------------ | ----------------------------------- | ------------------ |
|                                                                     | Thomas Inskip                                                       | Sir Thomas Inskip (1876–1947)                                        | 13 maart 1936                                                    | 29 januari 1939         | Conservative Party | Stanley Baldwin (1936–1937)          | Baldwin III (Nationaal Kabinet III) |                    |
| Neville Chamberlain (1937–1940)                                     | Thomas Inskip                                                       | Sir Thomas Inskip (1876–1947)                                        | 13 maart 1936                                                    | 29 januari 1939         | Conservative Party | Chamberlain I (Nationaal Kabinet IV) |                                     |                    |
| Neville Chamberlain (1937–1940)                                     |                                                                     | Ernle Chatfield                                                      | Admiral of the Fleet Baron Chatfield Ernle Chatfield (1873–1967) | 29 januari 1939         | 10 mei 1940        | Chamberlain I (Nationaal Kabinet IV) | Onafhankelijk                       |                    |
| Neville Chamberlain (1937–1940)                                     | Chamberlain II                                                      | Ernle Chatfield                                                      | Admiral of the Fleet Baron Chatfield Ernle Chatfield (1873–1967) | 29 januari 1939         | 10 mei 1940        |                                      | Onafhankelijk                       |                    |
| Minister van Defensie Secretary of State for Defence                | Minister van Defensie Secretary of State for Defence                | Minister van Defensie Secretary of State for Defence                 | Ambtstermijn                                                     | Ambtstermijn            | Partij             | Premier                              | Kabinet                             | Overige functie(s) |
|                                                                     | Winston Churchill                                                   | Winston Churchill (1874–1965)                                        | 10 mei 1940                                                      | 26 juli 1945            | Conservative Party | Winston Churchill (1951–1955)        | Churchill I                         | Premier            |
| Churchill II                                                        | Winston Churchill                                                   | Winston Churchill (1874–1965)                                        | 10 mei 1940                                                      | 26 juli 1945            | Conservative Party | Winston Churchill (1951–1955)        |                                     | Premier            |
|                                                                     | Clement Attlee                                                      | Clement Attlee (1883–1967)                                           | 26 juli 1945                                                     | 20 december 1946        | Labour Party       | Clement Attlee (1945–1951)           | Attlee I                            | Premier            |
|                                                                     | Albert Victor Alexander                                             | Albert Victor Alexander (1885–1965)                                  | 20 december 1946                                                 | 28 februari 1950        | Labour Party       | Clement Attlee (1945–1951)           | Attlee I                            |                    |
|                                                                     | Manny Shinwell                                                      | Manny Shinwell (1884–1986)                                           | 28 februari 1950                                                 | 26 oktober 1951         | Labour Party       | Clement Attlee (1945–1951)           | Attlee II                           |                    |
|                                                                     | Winston Churchill                                                   | Winston Churchill (1874–1965)                                        | 26 oktober 1951                                                  | 1 maart 1952            | Conservative Party | Winston Churchill (1951–1955)        | Churchill III                       | Premier            |
|                                                                     | Harold Alexander                                                    | Field Marshal Graaf Alexander van Tunis Harold Alexander (1891–1969) | 1 maart 1952                                                     | 18 oktober 1954         | Onafhankelijk      | Winston Churchill (1951–1955)        | Churchill III                       |                    |
|                                                                     | Harold Macmillan                                                    | Harold Macmillan (1894–1986)                                         | 18 oktober 1954                                                  | 5 april 1955            | Conservative Party | Winston Churchill (1951–1955)        | Churchill III                       |                    |
|                                                                     | Selwyn Lloyd                                                        | Selwyn Lloyd (1904–1978)                                             | 5 april 1955                                                     | 20 december 1955        | Conservative Party | Anthony Eden (1955–1957)             | Eden                                |                    |
|                                                                     | Walter Monckton                                                     | Sir Walter Monckton (1891–1965)                                      | 20 december 1955                                                 | 18 oktober 1956         | Conservative Party | Anthony Eden (1955–1957)             | Eden                                |                    |
|                                                                     |                                                                     | Brigadier Antony Head (1906–1983)                                    | 18 oktober 1956                                                  | 10 januari 1957         | Conservative Party | Anthony Eden (1955–1957)             | Eden                                |                    |
|                                                                     | Duncan Sandys                                                       | Duncan Sandys (1908–1987)                                            | 10 januari 1957                                                  | 14 oktober 1959         | Conservative Party | Harold Macmillan (1957–1963)         | Macmillan I                         |                    |
|                                                                     |                                                                     | Harold Watkinson (1910–1995)                                         | 14 oktober 1959                                                  | 13 juli 1962            | Conservative Party | Harold Macmillan (1957–1963)         | Macmillan II                        |                    |
|                                                                     | Peter Thorneycroft                                                  | Peter Thorneycroft (1909–1994)                                       | 13 juli 1962                                                     | 16 oktober 1964         | Conservative Party | Harold Macmillan (1957–1963)         | Macmillan II                        |                    |
| Alec Douglas- Home (1963–1964)                                      | Peter Thorneycroft                                                  | Peter Thorneycroft (1909–1994)                                       | 13 juli 1962                                                     | 16 oktober 1964         | Conservative Party | Douglas-Home                         |                                     |                    |
|                                                                     | Denis Healey                                                        | Denis Healey (1917–2015)                                             | 16 oktober 1964                                                  | 19 juni 1970            | Labour Party       | Harold Wilson (1964–1970)            | Wilson I                            |                    |
| Wilson II                                                           | Denis Healey                                                        | Denis Healey (1917–2015)                                             | 16 oktober 1964                                                  | 19 juni 1970            | Labour Party       | Harold Wilson (1964–1970)            |                                     |                    |
|                                                                     | Peter Carington                                                     | Baron Carrington Peter Carington (1919–2018)                         | 19 juni 1970                                                     | 8 januari 1974          | Conservative Party | Edward Heath (1970–1974)             | Heath                               |                    |
|                                                                     |                                                                     | Ian Gilmour (1926–2007)                                              | 8 januari 1974                                                   | 4 maart 1974            | Conservative Party | Edward Heath (1970–1974)             | Heath                               |                    |
|                                                                     |                                                                     | Roy Mason (1924–2015)                                                | 4 maart 1974                                                     | 10 september 1976       | Labour Party       | Harold Wilson (1974–1976)            | Wilson III                          |                    |
| Wilson IV                                                           |                                                                     | Roy Mason (1924–2015)                                                | 4 maart 1974                                                     | 10 september 1976       | Labour Party       | Harold Wilson (1974–1976)            |                                     |                    |
| James Callaghan (1976–1979)                                         | Callaghan                                                           | Roy Mason (1924–2015)                                                | 4 maart 1974                                                     | 10 september 1976       | Labour Party       |                                      |                                     |                    |
| James Callaghan (1976–1979)                                         | Callaghan                                                           |                                                                      | Fred Mulley                                                      | Fred Mulley (1918–1995) | 10 september 1976  | 4 mei 1979                           | Labour Party                        |                    |
|                                                                     |                                                                     | Francis Pym (1922–2008)                                              | 4 mei 1979                                                       | 5 januari 1981          | Conservative Party | Margaret Thatcher (1979–1990)        | Thatcher I                          |                    |
|                                                                     | John Nott                                                           | John Nott (1932–2024)                                                | 5 januari 1981                                                   | 5 januari 1983          | Conservative Party | Margaret Thatcher (1979–1990)        | Thatcher I                          |                    |
|                                                                     |                                                                     | Michael Heseltine (1933)                                             | 5 januari 1983                                                   | 7 januari 1986          | Conservative Party | Margaret Thatcher (1979–1990)        | Thatcher I                          |                    |
| Conservative Party                                                  | Thatcher II                                                         | Michael Heseltine (1933)                                             | 5 januari 1983                                                   | 7 januari 1986          |                    | Margaret Thatcher (1979–1990)        |                                     |                    |
|                                                                     | Thatcher II                                                         | George Younger                                                       | George Younger (1931–2003)                                       | 7 januari 1986          | 24 juli 1989       | Margaret Thatcher (1979–1990)        | Conservative Party                  |                    |
| Conservative Party                                                  | Thatcher III                                                        | George Younger                                                       | George Younger (1931–2003)                                       | 7 januari 1986          | 24 juli 1989       | Margaret Thatcher (1979–1990)        |                                     |                    |
|                                                                     | Thatcher III                                                        | Tom King                                                             | Tom King (1933)                                                  | 24 juli 1989            | 10 april 1992      | Margaret Thatcher (1979–1990)        | Conservative Party                  |                    |
| Conservative Party                                                  | John Major (1990–1997)                                              | Tom King                                                             | Tom King (1933)                                                  | 24 juli 1989            | 10 april 1992      | Major I                              |                                     |                    |
|                                                                     | John Major (1990–1997)                                              | Malcolm Rifkind                                                      | Malcolm Rifkind (1946)                                           | 10 april 1992           | 5 juli 1995        | Conservative Party                   | Major II                            |                    |
|                                                                     | John Major (1990–1997)                                              | Michael Portillo                                                     | Michael Portillo (1953)                                          | 5 juli 1995             | 2 mei 1997         | Conservative Party                   | Major II                            |                    |
|                                                                     | George Robertson                                                    | George Robertson (1946)                                              | 2 mei 1997                                                       | 11 oktober 1999         | Labour Party       | Tony Blair (1997–2007)               | Blair I                             |                    |
|                                                                     | Geoff Hoon                                                          | Geoff Hoon (1953)                                                    | 11 oktober 1999                                                  | 5 mei 2005              | Labour Party       | Tony Blair (1997–2007)               | Blair I                             |                    |
| Blair II                                                            | Geoff Hoon                                                          | Geoff Hoon (1953)                                                    | 11 oktober 1999                                                  | 5 mei 2005              | Labour Party       | Tony Blair (1997–2007)               |                                     |                    |
|                                                                     | John Reid                                                           | John Reid (1947)                                                     | 5 mei 2005                                                       | 6 mei 2006              | Labour Party       | Tony Blair (1997–2007)               | Blair II                            |                    |
|                                                                     | Des Browne                                                          | Des Browne (1952)                                                    | 6 mei 2006                                                       | 3 oktober 2008          | Labour Party       | Tony Blair (1997–2007)               | Blair II                            |                    |
| Gordon Brown (2007–2010)                                            | Des Browne                                                          | Des Browne (1952)                                                    | 6 mei 2006                                                       | 3 oktober 2008          | Labour Party       | Brown                                | Minister voor Schotland (2007–2008) |                    |
| Gordon Brown (2007–2010)                                            |                                                                     | John Hutton                                                          | John Hutton (1955)                                               | 3 oktober 2008          | 5 juni 2009        | Brown                                | Labour Party                        |                    |
| Gordon Brown (2007–2010)                                            |                                                                     | Bob Ainsworth                                                        | Bob Ainsworth (1952)                                             | 5 juni 2009             | 11 mei 2010        | Brown                                | Labour Party                        |                    |
|                                                                     | Liam Fox                                                            | Liam Fox (1961)                                                      | 11 mei 2010                                                      | 14 oktober 2011         | Conservative Party | David Cameron (2010–2016)            | Cameron I                           |                    |
|                                                                     | Philip Hammond                                                      | Philip Hammond (1955)                                                | 14 oktober 2011                                                  | 14 juli 2014            | Conservative Party | David Cameron (2010–2016)            | Cameron I                           |                    |
|                                                                     | Michael Fallon                                                      | Sir Michael Fallon (1952)                                            | 14 juli 2014                                                     | 1 november 2017         | Conservative Party | David Cameron (2010–2016)            | Cameron I                           |                    |
| Cameron II                                                          | Michael Fallon                                                      | Sir Michael Fallon (1952)                                            | 14 juli 2014                                                     | 1 november 2017         | Conservative Party | David Cameron (2010–2016)            |                                     |                    |
| Theresa May (2016–2019)                                             | Michael Fallon                                                      | Sir Michael Fallon (1952)                                            | 14 juli 2014                                                     | 1 november 2017         | Conservative Party | May I                                |                                     |                    |
| Theresa May (2016–2019)                                             | Michael Fallon                                                      | Sir Michael Fallon (1952)                                            | 14 juli 2014                                                     | 1 november 2017         | Conservative Party | May II                               |                                     |                    |
| Theresa May (2016–2019)                                             |                                                                     | Gavin Williamson                                                     | Gavin Williamson (1976)                                          | 1 november 2017         | 1 mei 2019         | Conservative Party                   |                                     |                    |
| Theresa May (2016–2019)                                             |                                                                     | Penny Mordaunt                                                       | Penny Mordaunt (1973)                                            | 1 mei 2019              | 24 juli 2019       | Conservative Party                   | Minister voor Vrouwen en Gelijkheid |                    |
|                                                                     | Ben Wallace                                                         | Ben Wallace (1970)                                                   | 24 juli 2019                                                     | 31 augustus 2023        | Conservative Party | Boris Johnson (2019–2022)            | Johnson I                           |                    |
| Johnson II                                                          | Ben Wallace                                                         | Ben Wallace (1970)                                                   | 24 juli 2019                                                     | 31 augustus 2023        | Conservative Party | Boris Johnson (2019–2022)            |                                     |                    |
| Liz Truss (2022)                                                    | Ben Wallace                                                         | Ben Wallace (1970)                                                   | 24 juli 2019                                                     | 31 augustus 2023        | Conservative Party | Truss                                |                                     |                    |
| Rishi Sunak (2022–2024)                                             | Ben Wallace                                                         | Ben Wallace (1970)                                                   | 24 juli 2019                                                     | 31 augustus 2023        | Conservative Party | Sunak                                |                                     |                    |
| Rishi Sunak (2022–2024)                                             |                                                                     | Grant Shapps                                                         | Grant Shapps (1968)                                              | 31 augustus 2023        | 5 juli 2024        | Sunak                                | Conservative Party                  |                    |
|                                                                     | John Healey                                                         | John Healey (1960)                                                   | 5 juli 2024                                                      | heden                   | Labour Party       | Keir Starmer (2024–heden)            | Starmer                             |                    |